# Música de Além do Horizonte (telenovela)
Além do Horizonte é uma telenovela brasileira produzida e exibida pela Rede Globo no horário das 19 horas, entre 04 de novembro de 2013 a 02 de maio de 2014, substituindo Sangue Bom e sendo substituída por Geração Brasil. Escrita por Carlos Gregório, Marcos Bernstein e Ricardo Hofstetter, com a colaboração de Victor Atherino, Giovana Moraes, Carla Faour, Melanie Dimantas e Sérgio Marques, tem direção de Carlo Milani, André Câmara, Flávia Lacerda e Pedro Peregrino, direção geral de Gustavo Fernandez e direção de núcleo de Ricardo Waddington, é a 83ª "novela das sete" exibida pela emissora.
Este anexo lista os lançamentos discográficos da telenovela, Além do Horizonte. Juliana Paiva, Thiago Rodrigues e Vinicius Tardio interpretam os personagens principais Lili, William e Rafa, respectivamente, numa trama que narra o cotidiano de três jovens que estão dispostos a explorar um novo mundo. À procura de pessoas queridas que desapareceram sem explicações, esses três jovens se conhecem e, juntos, descobrem que é preciso ir muito além do horizonte para desvendar os mistérios que envolvem suas famílias. Laila Zaid, Flávia Alessandra, Alexandre Borges, Rodrigo Simas, Christiana Ubach, Alexandre Nero, Sheron Menezzes, Igor Angelkorte, Rômulo Estrela, Day Mesquita, Maria Luísa Mendonça, Caco Ciocler, Cláudia Jimenez, Letícia Colin, Cássio Gabus Mendes, Yanna Lavigne, Mariana Rios, Marcello Novaes, Antônio Calloni e Carolina Ferraz  interpretam os papéis principais da trama.

## Nacional
A canção-tema da novela dá um toque especial: o público pode ouvir - e soltar a voz – ao som de Além do Horizonte, sucesso da Jovem Guarda que ganhou uma versão cantada por Erasmo Carlos. O “Tremendão” escreveu a canção em parceria com Roberto Carlos na década de 70 e ela continua atual até os dias de hoje.
| N.º | Título                                       | Música             | Personagem              | Duração |  |
| 1.  | "Além do Horizonte"                          | Erasmo Carlos      | Abertura                | 3:59    |  |
| 2.  | "Na Linha do Tempo"                          | Victor & Leo       |                         | 3:45    |  |
| 3.  | "Zen"                                        | Anitta             | Lili e William          | 2:46    |  |
| 4.  | "Se Tudo Fosse Fácil"                        | Paula Fernandes    | Rafa e Paulinha         | 3:22    |  |
| 5.  | "Perto de Mim"                               | Thaeme & Thiago    |                         | 3:52    |  |
| 6.  | "O Que Eu Só Vejo em Você"                   | Nando Reis         |                         | 3:35    |  |
| 7.  | "Seen It All"                                | Jake Bugg          | Locação: Rio de Janeiro | 3:00    |  |
| 9.  | "Dançando no Salão"                          | Gang do Eletro     |                         | 2:49    |  |
| 10. | "O Amor Verdadeiro Não Tem Vista Para O Mar" | Pullovers          |                         | 3:22    |  |
| 11. | "Magra"                                      | Lenine             |                         | 3:17    |  |
| 12. | "Cada Qualidade De Homem"                    | Tanga de Sereia    |                         | 6:33    |  |
| 13. | "Somente Nela"                               | Paulinho Moska     |                         | 3:19    |  |
| 14. | "Meu Sol"                                    | Vanguart           |                         | 3:21    |  |
| 16. | "Safe Rock"                                  | Cambriana          |                         | 4:29    |  |
| 17. | "Take The Money And Run Away To Rio"         | Brothers of Brasil |                         | 2:19    |  |
| 18. | "Ilusão (part. Julieta Venegas)"             | Marisa Monte       | Heloísa e Thomás        | 3:31    |  |
| 19. | "Royals"                                     | Lorde              | Geral                   | 3:20    |  |
| 20. | "Receive"                                    | Alanis Morissette  | Lili e Marlon           | 3:40    |  |